# Hovslagars Trullörgrundet
Hovslagars Trullörgrundet är en ö i Finland. Den ligger i sjön Larsmosjön och i kommunen Pedersöre i den ekonomiska regionen  Jakobstadsregionen  och landskapet Österbotten, i den centrala delen av landet, 400 km norr om huvudstaden Helsingfors. Öns area är 7,1 hektar och dess största längd är 0,5 kilometer i öst-västlig riktning. I omgivningarna runt Hovslagars Trullörgrundet växer i huvudsak blandskog.